# Ємцов Сергій Костянтинович
Сергій Костянтинович Ємцов (1899, місто Вєрний Семиріченської області, тепер Алмати, Республіка Казахстан — 14 липня 1953, місто Ташкент, Республіка Узбекистан) — радянський партійний діяч, 1-й секретар Ферганського обкому КП(б) Узбекистану, 2-й секретар Ташкентського обкому КП(б) Узбекистану. Депутат Верховної Ради СРСР 2-го скликання.

## Біографія
Народився в родині робітника-маляра. У 1912 році закінчив один клас церковнопарафіяльної школи у місті Вєрному. У червні — вересні 1912 р. — чорнороб тютюнової фабрики Гаврилова. У вересні 1912 — жовтні 1915 р. — учень школи садівництва у місті Вєрному.
У жовтні 1915 — березні 1917 р. — садівник садівницьких господарств Алексєєва, Давидова і Каменських у місті Ташкенті. У березні 1917 — лютому 1918 р. — садівник Туркестанської сільськогосподарської дослідної станції. У лютому 1918 — березні 1919 р. — садівник плодорозсадника Кривцова у місті Ташкенті.
У березні 1919 — березні 1920 р. — садівник розсадника агровідділу обласного земельного управління у місті Вєрному. У 1919 році вступив до комсомолу.
Член РКП(б) з березня 1920 року.
У березні — вересні 1920 р. — голова повітового комітету і завідувач відділу з роботи в селі обласного комітету комсомолу у місті Вєрному (Алма-Аті).
У вересні 1920 — березні 1921 р. — районний політичний організатор штабу Запасної армії у місті Казані. У березні 1921 — березні 1922 р. — інструктор садівництва повітового земельного відділу у місті Алма-Аті. У березні — вересні 1922 р. — політичний керівник 10-го Туркестанського стрілецького полку у місті Капал Казакської АРСР.
У вересні 1922 — серпні 1925 р. — студент робітничого факультету при Середньоазіатському державному університеті в Ташкенті.
У серпні 1925 — вересні 1926 р. — інструктор Красно-Восточного районного комітету КП(б) Узбекистану міста Ташкента.
У вересні 1926 — червні 1928 р. — студент і секретар партійного колективу Середньоазійського державного університету. Закінчив три курси економічного факультету.
У червні 1928 — серпні 1929 р. — заступник завідувача організаційного відділу, заступник завідувача відділу з роботи в селі Ташкентської окружного комітету КП(б) Узбекистану. У серпні 1929 — квітні 1930 р. — завідувач організаційного відділу Кашкадар'їнського окружного комітету КП(б) Узбекистану в місті Бек-Буді. У квітні — серпні 1930 р. — завідувач організаційного відділу Ново-Ургенчського окружного комітету КП(б) Узбекистану. У серпні 1930 — березні 1931 р. — завідувач організаційного відділу Самаркандського міського комітету КП(б) Узбекистану. У березні — липні 1931 р. — секретар з організаційно-партійної роботи 4-го району Середньоазіатської залізниці у місті Коканді.
У липні 1931 — березні 1933 р. — слухач аграрного відділення Інституту червоної професури у Москві.
У березні 1933 — березні 1934 р. — голова міжрайонної державної комісії з визначення урожайності у місті Казані. У березні 1934 — червні 1937 р. — голова міжрайонної державної комісії з визначення урожайності у місті Усмань Воронезької області. У червні — жовтні 1937 р. — інструктор з підготовки кадрів комісії з сортовипробовування у Москві.
У жовтні 1937 — лютому 1938 року — заступник завідувача сільськогосподарського відділу ЦК КП(б) Узбекистану.
У лютому — вересні 1938 року — 2-й секретар Організаційного бюро ЦК КП(б) Узбекистану по Ферганській області.
У вересні 1938 — березні 1940 року — 1-й секретар Ферганського обласного комітету ЦК КП(б) Узбекистану. Одночасно був заступником начальника будівництва Великого Ферганського каналу із політичної частини.
У березні 1940 — липні 1941 року — 3-й секретар Ташкентського обласного комітету ЦК КП(б) Узбекистану.
У липні 1941 — грудні 1946 року — 2-й секретар Ташкентського міського комітету ЦК КП(б) Узбекистану.
У грудні 1946 — травні 1950 року — 2-й секретар Ташкентського обласного комітету ЦК КП(б) Узбекистану.
Помер 14 липня 1953 року в Ташкенті.

## Нагороди
- орден Леніна (21.01.1939)
- два ордени Трудового Червоного Прапора (25.12.1944, 16.01.1950)
- орден Червоної Зірки (.01.1946)
- орден «Знак Пошани» (1947)
- медаль «За оборону Кавказу»
- медалі